# Amoroto
Amoroto – gmina w Hiszpanii, w prowincji Biskaja, w Kraju Basków, o powierzchni 12,94 km². W 2011 roku gmina liczyła 405 mieszkańców.